# 赫苏斯·加西亚
赫苏斯·鲁维奥·加西亚·米纳（西班牙語：Jesús Rubio García-Mina，1908年8月15日—1976年7月13日），是西班牙的政治家、法学家，在弗朗西斯科·弗朗哥统治时期担任教育部部长。